# Elvida

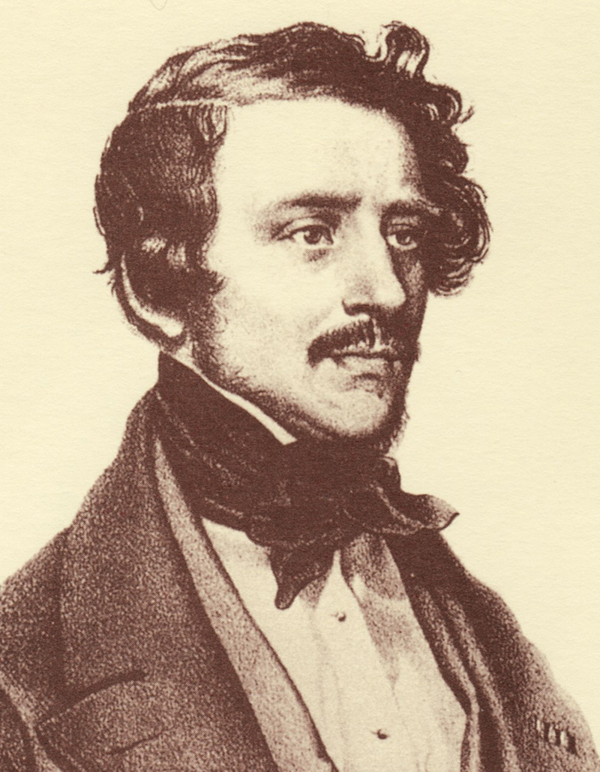
Gaetano Donizetti.

Elvida är en melodram eller opera i en akt med musik av Gaetano Donizetti. Giovanni Schmidt skrev det italienska librettot. Operan var en del av födelsedagshyllningarna till drottning Maria av Kungariket Bägge Sicilierna. Ämnesvalet var utan tvekan tänkt som en elegant hänvisning till drottningens spanska anor. Donizetti erhöll en blygsam ekonomisk ersättning, och lade därför ned minsta möjliga arbete i komponerandet.
Elvida hade premiär den 6 juli 1826 på Teatro San Carlo i Neapel, men den "gjorde föga intryck på publiken" Efter tre föreställningar föll verket i glömska tills den sattes upp på nytt år 2004.

## Personer
| Roller                             | Stämma    | Premiärbesättning 6 juli 1826 |
| ---------------------------------- | --------- | ----------------------------- |
| Elvida, en kastiliansk adelskvinna | sopran    | Henriette Méric-Lalande       |
| Alfonso, en kastiliansk prins      | tenor     | Giovanni Battista Rubini      |
| Amur, en morisk hövding            | bas       | Luigi Lablache                |
| Zeidar, Amurs son                  | kontraalt | Brigitta Lorenzani            |
| Kör: Spanjorer, morer och soldater |           |                               |

## Handling
Plats: Ett belägrad fort i Granada.
Tid: Sent på 1400-talet.
Scen 1
Under kampen om södra Spanien har den nobla Elvida av Kungariket Kastilien tillfångatagits av morerna. I två månader har hon varit fången hos Amur. Men spanska trupper under ledning av Elvidas fästman Alfonso närmar sig staden. 
Amur vill hellre döda Elvida än se henne bli räddad av Alfonsos trupper. Men Amurs son Zeidar har förälskat sig i Elvida och ber fadern att frige henne, om inte annat för att rädda staden undan förstörelse. Zeidar ber Elivda att gifta sig med honom men hon avvisar både hans anbud och Amurs hotelser. Morerna mördade hennes fader och Elvida längtar efter hämnd. Hon förs bort till en hemlig fängelsehåla.
Den kastilianska armén befinner sig utanför stadens portar. Amur inser att vidare försvar är hopplöst men då han vet att moriska styrkor är på väg beslutar han sig för att fly genom en hemlig lönngång. Han tar Zeidar med sig.
Scen 2
Alfonso intar staden i triumf. Men han är besviken över att både Amur och Zeidar verkar ha försvunnit. En av Amurs slavar erbjuder sig att visa var Elvida hålls fången. 
Scen 3
Amur planerar att använda Elvida som gisslag för att underlätta flykten med Zeidar. De två männen smyger in i hålan där hon hålls fången och tvingar henne att komma med dem. Elvida är ståndaktig och innan de får med sig henne stormar spanska trupper in. Amur drar sin dolk för att döda Elvida men Zeidar hindrar honom och spanjorerna kan övermanna Amur. 
Amur förbannar sin son för hans förräderi samtidigt som nyheten når dem att de moriska trupperna har inringats. Alfonso uppträder storsint och friger Zeidar och skonar Amur. Alfonso tillkännager bröllopet mellan honom och Elvida.